# Пећина Ђулин понор
Пећина Ђулин понор налази се у средишту града Огулина у Хрватској. 

## Карактеристике
Представља хидрогеолошки споменик природе. 
Њиме се завршава кланац реке Добре која нестаје у дубину земље под каменом литицом. Над литицом је смештен стари франкопански град Огулин, Франкопански торањ, саграђен почетком 16. века. 
Ђулин понор је највећа и најдужа пећина у Хрватској. Хоризонтална дужина канала износи 16 396 метара.
Налази се на 315 метара надморске висине. 
Понор је дубок је 40 и висок 83 метара.
На врху понора налазе се два видиковца. Један је у близини Франкопанског каштела а други насупрот њега у Парку извиђача. 

## Археологија
Прва истраживања извели су геолози Јосип Пољак, 1926. године, и Мирко Малез током 1956/57 године.
Пећинска дворана и канали богати су водом и калцитним украсима. 
Најдужи канал протеже се испод главне огулинске улице.

## Веровања
Веровало се да су људи улазили у Ђулу, а излазили на извору Гојак. 
Према предањима у унутрашњости пећине чула су се црквена звона или оргуље.

## Легенда
Име понора везано је уз легенду о Ђули. 
Према легенди име је добила по младој девојци Ђули која је у 16. веку живела у Огулину. Ђулу су родитељи обећали старијем племићу за жену. Када је у Огулин стигао млади капетан Милан Јураић, родила се љубав на први поглед. Када је Милан страдао у једној од битака са Турцима и Ђула чула немилу вест, бацила у понор реке Добре.
Природа се поиграла и допунила легенду о Ђули. 
На каменој литици може се уочити профил мушкарца, за који народ каже да је то капетан Милан који гледа куда је нестала његова Ђула.